# Вільям Геллоуз Міллер
Вільям Геллоуз Міллер (англ. William Hallowes Miller; 6 квітня 1801 — 20 травня 1880) — валлійський мінералог, заклав основи сучасної кристалографії.

## Життєпис
Вільям Геллоуз Міллер народився в 1801 році в Веліндрі поблизу міста Лландовері в Кармартенширі в Вельсі. Він навчався в Сент-Джонс коледжі (Кембридж), який успішно закінчив у 1826 р. з відзнакою як п'ятий дискутант.
Став стипендіатом коледжу у 1829 році, протягом кількох років був викладачем коледжу. За цей час опублікував наукові праці з гідростатики та гідродинаміки. Пізніше зацікавився кристалографією, якій приділяв особливу увагу. 1932 року визнаний ad eundem Оксфордським університетом.
1832 року у віці 31 рік Міллер замінив професора Вільяма Хівела на посаді професора мінералогії. Цю посаду займав до 1880 року.
Створив систему позначень кристалографічних площин і напрямків, відому як індекси Міллера. 1839 року опублікував свою головну роботу з кристалографії.
Міллер був головним ініціатором реформування стандартів довжини та ваги [5] після пожежі парламенту, яка в 1834 р. знищила старі стандарти, які зберігалися в палаті парламенту. Він був членом комітету, а також Королівської комісії з нагляду за створенням цих стандартів.
1844 року Вільям Геллоуз Міллер одружився з Герріет Сюзан Мінті. Помер в 1880 році в Кембриджі.

## Визнання і відзнаки
За визначні наукові досягнення здобув міжнародне визнання й удостоївся багатьох відзнак.
Почесний член:
- Лондонське королівське товариство(1838)
- Петербурзька академія наук, (1864)
- Французька академія наук (1870)
- Королівське товариство Единбурга (1874)

Відзнаки:
- Королівська медаль Лондонського королівського товариства
- Орден Леопольда I — вища нагорода Королівства Бельгії
- Лицар ордена Святих Маврикія та Лазаря

На честь Вільяма Міллера названо мінерал мілерит.

## Вибрані праці
- W. H. Miller (1831) The Elements of Hydrostatics and Hydrodynamics [Архівовано 8 лютого 2012 у Wayback Machine.]
- W. H. Miller (1833) An Elementary Treatise on the Differential Calculus [Архівовано 8 лютого 2012 у Wayback Machine.]
- W. H. Miller (1839) A Treatise on Crystallography [Архівовано 8 лютого 2012 у Wayback Machine.]
- W. Phillips, W. H. Miller, & H. J. Brooke (1852) An Elementary Introduction to Mineralogy [Архівовано 8 лютого 2012 у Wayback Machine.]
- W. H. Miller (1863) A Tract on Crystallography [Архівовано 8 лютого 2012 у Wayback Machine.]